# اریک باروندو
اریک باروندو (انگلیسی: Erick Barrondo؛ زادهٔ ۱۴ ژوئن ۱۹۹۱) دونده پیاده‌روی سرعت اهل گواتمالا است.
وی در مسابقات کشوری و بین‌المللی در مجموع برندهٔ ۱ مدال طلا، ۲ مدال نقره شده‌است.